# Großsteingrab Gårdagermose
Das Großsteingrab Gårdagermose ist eine megalithische Grabanlage der jungsteinzeitlichen Nordgruppe der Trichterbecherkultur im Kirchspiel Ferslev in der dänischen Kommune Frederikssund.

## Lage
Das Grab liegt östlich von Venslev an der Südseite der Straße Venslevleddet auf einem Feld. In der näheren Umgebung gibt bzw. gab es zahlreiche weitere megalithische Grabanlagen.

## Forschungsgeschichte
In den Jahren 1873 und 1942 führten Mitarbeiter des Dänischen Nationalmuseums Dokumentationen der Fundstelle durch. Eine weitere Dokumentation erfolgte 1989 durch Mitarbeiter der Forst- und Naturbehörde. 2016 wurde das Grab restauriert.

## Beschreibung
Die Anlage besitzt eine in Resten erhaltene Hügelschüttung, über deren ursprüngliche Form und Größe keine Angaben vorliegen. Die Grabkammer ist als Urdolmen anzusprechen. Sie ist nordwest-südöstlich orientiert und hat einen rechteckigen Grundriss. Sie hat eine Länge von 2,1 m und eine Breite von 0,8 m. Die Kammer besteht aus je einem Wandstein an den Langseiten und einem Abschlussstein im Nordwesten. Die Südostseite ist offen. Der Deckstein fehlt.
Bei der Restaurierung wurde das Grab von Bewuchs und Feldsteinen befreit.